# Themelium loherianum
Themelium loherianum är en stensöteväxtart som först beskrevs av Christ, och fick sitt nu gällande namn av Barbara S. Parris. Themelium loherianum ingår i släktet Themelium och familjen Polypodiaceae. Inga underarter finns listade.